# Ibrahim Egal
Muhammad Haji Ibrahim Egal (även Muhammad Ibrahim Igal, Muhammad Haji Ibrahim Egal, somaliska: Maxamed Xaaji Ibraahim Cigaal), född 15 augusti 1928 i Odweyne, Brittiska Somaliland, död 3 maj 2002 i Pretoria, Sydafrika, var Somalias premiärminister 1960 och från 1967 till år 1969 när Abdirashid Ali Sharmarke var president. Han avsattes när diktatorn Mohammed Siad Barre och hans junta gjorde en statskupp och tog över landet.
Ibrahim Egal var den första demokratiskt valda presidenten för den självutropade republiken Somaliland. Hans presidenttid varade mellan 1996 och 2002.